# 金子村 (愛媛県)
金子村（かねこむら）は、愛媛県新居郡にあった村。
概ね現在の新居浜市中心部の東・南を取り囲む区域にあたる。

## 地理
- 海洋 ： 燧灘
- 河川 ： 国領川、尻無川、東川、王子川

## 歴史
- 1889年（明治22年）12月15日 - 町村制の施行により、金子村・庄内村・新須賀村の区域をもって発足。
- 1937年（昭和12年）11月3日 - 新居浜町・高津村と合併して新居浜市が発足。同日金子村廃止。

## 交通

### 鉄道路線
- 住友別子鉱山鉄道（住友金属鉱山下部鉄道）
  - 端出場本線
    - 多喜ノ宮駅

  - 惣開支線
    - 星越駅